# Metra Information
Die Metra Information Limited ist ein Tochterunternehmen der Meteorological Service of New Zealand. Das Unternehmen, das seine Produkte im Rahmen von Wettervorhersagen und Lieferung von meteorologischen Daten unter dem Markennamen MetraWeather vermarktet, wurde 1995 für den internationalen Markt und Dienstleistungen außerhalb Neuseelands gegründet.

## Informationen zum Unternehmen
Das Geschäftskonzept der Metra Information Limited ist rein kommerziell und im Gegensatz zum Mutterunternehmen Meteorological Service of New Zealand nicht-behördlich ausgerichtet.
Hauptsitz des Unternehmens zusammen mit der Mutter ist Wellington, doch unterhält Metra Information Limited auch Büros in Asien, Australien und Europa.

## Weatherscape XT
Ein bekanntes Produkt, welches die Metra Information Ltd. weltweit vermarktet, ist das grafische System zur Wetterpräsentation für Fernsehstationen, Weatherscape XT genannt. Fernsehsender, wie die BBC im Vereinigten Königreich, The Weather Channel in den Vereinigten Staaten, TG4 in Irland, Nelonen in Finnland, Channel 7, Nine Network und Special Broadcasting Service in Australien und selbstverständlich auch die Sender TVNZ und TV3 in Neuseeland, setzen das Produkt für ihre Wetterpräsentationen ein.

## Aufgabe des Unternehmens
- Internationale Kunden mit aktuellen Wetterinformationen versorgen
- Wetterprognosen erstellen
- spezielle Dienstleistungen für Farmer, Fischereiindustrie, Energieversorger und für den Luftverkehr erbringen
- Meteorologische Forschung betreiben